# Спомен-обележје богуновачким жртвама ослободилачких ратова
Спомен-обележје богуновачким жртвама ослободилачких ратова је споменик који се налази у селу Богуновац у Медвеђи. 

## Опште информације
Свечано је откривен у част палих бораца, који су дали своје животе у оружаним сукобима током деведесетих година 20. века, укључујући и НАТО агресију на Савезну Републику Југославију. Ово обележје чува успомену на 88 војника, полицајаца и добровољаца из који су страдали у борби за одбрану отаџбине.
Споменик је изграђен од стране локалне заједнице и посвећен је свим херојима овог краја. На њему су уклесана имена палих бораца, као и подаци о њиховим годинама рођења и смрти, што представља трајни подсетник на њихову жртву. Обележје је место окупљања и одавања поште, а постављање је подстакнуто иницијативом ветерана и локалних организација.
На откривању су били присутни чланови породица погинулих, представници локалне самоуправе, удружења ветерана и бројни грађани. Генерал Божидар Делић, један од главних говорника, истакао је важност очувања сећања на борце. Такође, објављено је да ће овај дан убудуће бити обележаван сваке године као прилика за окупљање и одавање поште страдалима.
Споменик у Богуновцу симболизује јединство и захвалност према онима који су својим животима бранили Србију.